# Винклерн
Ви́нклерн (нем. Winklern) — ярмарочная коммуна (Marktgemeinde) в Австрии, в федеральной земле Каринтия.
Входит в состав округа Шпитталь-ан-дер-Драу. Население составляет 1199 человек (на 31 декабря 2005 года). Занимает площадь 37,38 км². Официальный код — 2 06 40.

## Политическая ситуация
Бургомистр коммуны — Херман Зеебахер (АБА) по результатам выборов 2003 года.
Совет представителей коммуны (нем. Gemeinderat) состоит из 15 мест.
- АБА занимает 7 мест.
- СДПА занимает 6 мест.
- АНП занимает 2 места.